# Гайдусобосло – Будапешт
Гайдусобосло – Будапешт – угорський газопровід, споруджений для подачі блакитного палива з родовищ на сході країни до столиці.
На початку 1960-х на сході Угорщини почалась розробка кількох газових родовищ, зокрема, в Гайдусобосло на околиці Дебрецену. Ресурс звідси спершу подали на північ по трубопроводу до Озда, а невдовзі він почав надходити і до столиці, для чого проклали газопровід довжиною 175 км та діаметром 350 мм. Його траса проходила через місто Сольнок, де також ввели в розробку газове родовищt. Саме з останнього у 1964-му почались перші поставки до Будапешту, тоді які уся лінія від  Гайдусобосло була готова в 1965-му.
Газопровід завершувався на південно-східній околиці столиці у Вечеші (в подальшому тут виник важливий вузловий пункт у складі Будапештського газопровідного кільця). Звідси ресурс подавали столичним споживачам через ділянки діаметрами по 400 мм – довжиною 33 км до центрального району Уйпешт (де з 1968-го на блакитне паливо перевели ТЕЦ Уйпешт) та довжиною 22 км до розташованого на південній околиці Szigetszentmiklós.
Подане зі східноугорських родовищ блакитне паливо перебрало на себе газопостачання столиці, яке до того здійснювалось за рахунок попутного газу із балатнонського нафтовидобувного району (трубопровід Bázakerettye – Будапешт). Втім, вже у 1971-му до Вечеша вивели газопровід від Сегеду, котрий подав продукцію найбільшого угорського  нафтогазового родовища Algyo, а в середині 1970-х почались поставки блакитного палива з СРСР по трубопроводу Берегдароц – Будапешт.
Також можливо відзначити, що з 1980-х на базі родовища Гайдусобосло створили підземне сховище газу.